# تد نایت
تد نایت (انگلیسی: Ted Knight؛ ۷ دسامبر ۱۹۲۳ – ۲۶ اوت ۱۹۸۶) یک هنرپیشه اهل ایالات متحده آمریکا بود. وی بین سال‌های ۱۹۵۰ تا ۱۹۸۶ میلادی فعالیت می‌کرد.
از فیلم‌ها یا برنامه‌های تلویزیونی که وی در آن نقش داشته است می‌توان به روانی، پادوی گلف اشاره کرد.